# Andouille

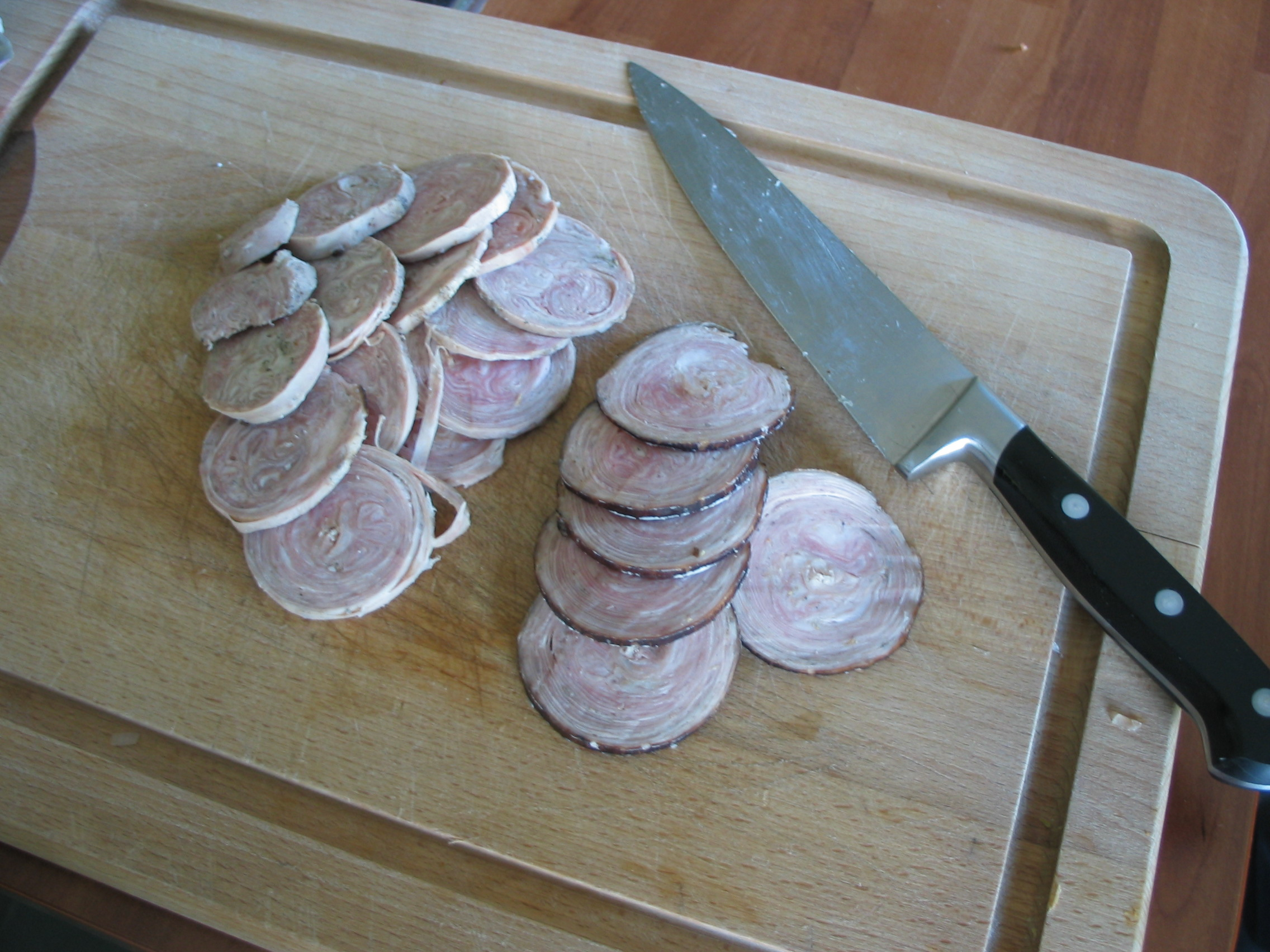
Andouille de Guémené in plakjes

Andouille is een van oorsprong Franse worst van varkensvlees. Bij verschillende variëteiten worden delen van het maagdarmsysteem van het varken (maag, dunne darm en dikke darm) gebruikt, wat de worst een typerende smaak geeft die niet door iedereen als aangenaam wordt ervaren. De worst is ook bekend in de Cajun-keuken in de VS, en is in Louisiana ingevoerd door Franse kolonisten.
In het Frans gebruikt men het woord andouille ook om iemand aan te duiden die men dom vindt of die een stommiteit heeft begaan.
Deze worst is te onderscheiden van de andouillette, die eveneens van ingewanden is gemaakt.